# Confessions of a Broken Heart (Daughter to Father)
«Confessions of a Broken Heart (Daughter to Father)» (рус. Признания разбитого сердца (Дочь отцу)) — песня американской певицы Линдси Лохан. Её продюсеры — Грег Уэллс и Кара ДиоГуарди. Это был главный сингл с альбома впервые попавший в чарт Billboard Hot 100.

## Клип
Линдси Лохан была режиссёром видео. Клип был снят в Челси, Нью-Йорк. Основная тема ссылается на алкоголизм и предполагаемые оскорбления её отца Майкла.

В клипе Лохан прячется в ванной, пока её родители Майкл и Дина (их играют Дрейк Эндрю и Виктория Хэй соответственно) ссорятся и дерутся в гостиной. Её сестра Алиана (которая играет саму себя), идет в свою комнату после того, как пришла домой из балетного класса. Услышав крики  отца, она начинает рыдать и молиться. Квартира Лоханов показана в виде трех комнат, которые напоминают витрину магазина. И снаружи собралась толпа людей, следящих за происходящим. В конце видео, Лохан стоит за витриной в то время как их семейные фотографии поднимаются ложатся на стекло, которое в итоге она разбивает. Лохан сказала, что декорации в виде магазина были выбраны потому, что по её словам: «её жизнь, как на экране».

## Список композиций
Макси Сингл
1. «Confessions Of A Broken Heart (Daughter To Father)» — 3:38
2. «Confessions Of A Broken Heart (Daughter To Father)» (Dave Audé Remix) — 4:47
3. «My Innocence» — 4:19
4. «Confessions Of A Broken Heart (Daughter To Father)» (Клип)

- У сингла есть 3 Back-2-Kool stickers

## Официальные версии
- «Confessions Of A Broken Heart (Daughter To Father)» (Radio) — 3:38
- «Confessions Of A Broken Heart (Daughter To Father)» (Dave Audé Remix) — 4:47

## Чарты
| Чарт (2005)                   | Место |
| ----------------------------- | ----- |
| Australian ARIA Singles Chart | 7     |
| Austrian Singles Top 75       | 74    |
| U.S. Billboard Hot 100        | 57    |
| U.S. Billboard Pop 100        | 41    |
| U.S. Billboard Digital Songs  | 14    |